# Welwitschia-familien
Welwitschia-familien (Welwitschiaceae) er en lille familie med en enkelt slægt, den nedennævnte. Se nærmere beskrivelse der.
| Slægter |

- Welwitschia